# Franz Mesch

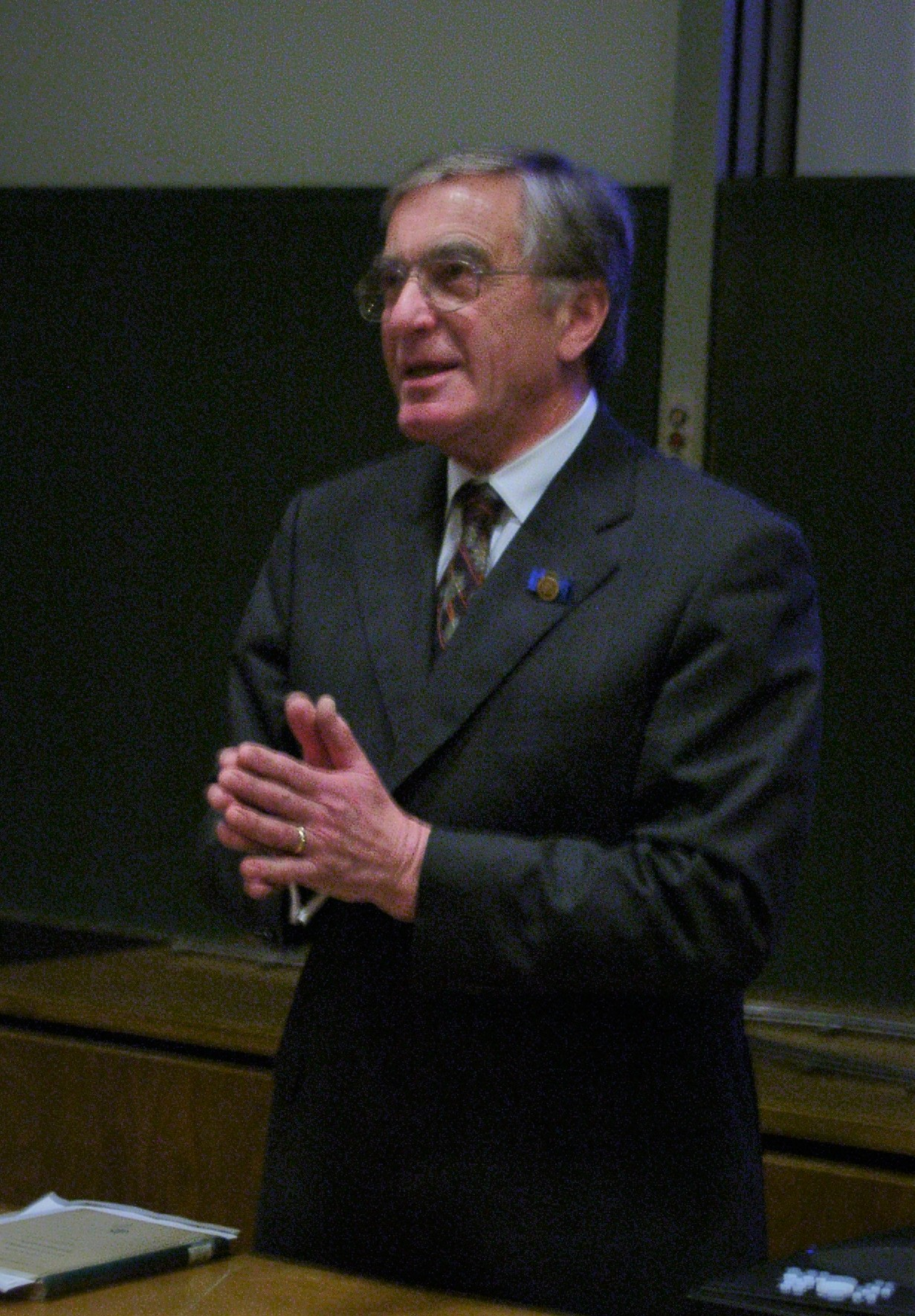
Franz Mesch (2001)

Franz Mesch (* 7. November 1932 in Belgrad; † 13. Oktober 2024 in Karlsruhe) war ein deutscher Ingenieur und Professor für Mess- und Regelungstechnik an der Universität (TH) Karlsruhe, Fakultät für Maschinenbau; seit 2009 zum Karlsruher Institut für Technologie (KIT), Universitätsteil weiterentwickelt.

## Werdegang
Franz Mesch wurde in Belgrad geboren, damals die Hauptstadt des Königreichs Jugoslawien. Sein Vater war der Diplom-Ingenieur Wilhelm Mesch, seinerzeit Direktor der AEG-Vertretung in Belgrad und später in Prag/Tschechoslowakei, nach Kriegsende Direktor des Elektrizitätswerkes Wesertal GmbH in Hameln. Seine Mutter war dessen Ehefrau Elvira Mesch, geb. Jantscher.
Von 1939 bis 1942 besuchte Franz Mesch die Deutsch-Serbische Volksschule in Belgrad, wo der Unterricht im Lesen und Schreiben gleichzeitig in Deutsch und Serbisch erfolgte (also benutzte er bereits die kyrillische Schrift, als man in Deutschland noch Sütterlin lernte). Seine Schulausbildung setzte er in den Jahren 1942 und 1943 an der Deutschen Volksschule in Prag fort. Hiernach besuchte er bis 1945 die Deutsche Oberschule für Jungen in Prag. Nach dem Krieg war er bis 1949 Schüler des Leopoldinums in Detmold, anschließend ging er auf die Schiller-Schule in Hameln, wo er 1952 das Abitur erworben hat.
Das Studium der Elektrotechnik führte ihn 1952 an die Technische Hochschule Hannover, wo er 1954 sein Vordiplom mit dem Prädikat „sehr gut“ abgelegt hat. Danach wechselte er an die Technische Hochschule Darmstadt, wo er 1957 seinen Studienabschluss als Diplom-Ingenieur für Elektrotechnik, Schwerpunkt Energietechnik „mit Auszeichnung“ erlangte. Er erhielt den „Akademischen Preis der Fakultät Elektrotechnik für ausgezeichnete Leistungen bei der Diplom-Hauptprüfung im Studienjahr 1957“. Während des Studiums absolvierte er unterschiedliche Industriepraktika von insgesamt 18 Monaten, darunter auch bei der Firma Siemens in Barcelona / Spanien.

## Wirken in Industrie und Universität
Sein Berufseinstieg erfolgte im Frühjahr 1957 bei den Siemens-Schuckertwerken in Hannover. Danach arbeitete er ab Mitte 1958 bei Winfried Oppelt an der Technischen Hochschule Darmstadt als Wissenschaftlicher Mitarbeiter und ab 1960 als Wissenschaftlicher Assistent. Mesch gehörte zusammen mit Manfred Thoma, K. Barth, R. Bräu und Günther Schmidt zu den frühen Assistenten des 1957 gegründeten Lehrstuhls und Instituts für Regelungstechnik unter der Leitung von Winfried Oppelt. Hier promovierte Mesch im Jahre 1964 mit einer Dissertation zum Thema „Selbsteinstellende Regelsysteme unter besonderer Berücksichtigung der Messzeit“ mit dem Prädikat „mit Auszeichnung“. Diese wissenschaftliche Arbeit und die sie begleitenden Veröffentlichungen machten Mesch in Fachkreisen erstmals national und auch international bekannt.
Nach seiner Promotion war Mesch bis Mitte 1967 im Flugzeugbau bei den Dornier-Werken in Friedrichshafen als Stellvertretender Leiter der Abteilung Regelungstechnik und Elektronik tätig. Zu den Schwerpunkten dieser Industrietätigkeit gehörten die Entwicklung des Lageregelungssystems für das erste deutsche senkrecht startende und landende Transportflugzeug Do 31 sowie die passive magnetische Lageregelung des ersten deutschen Erdsatelliten Azur. Aus diesen Forschungs- und Entwicklungsarbeiten sind auch richtungsweisende technikwissenschaftliche Veröffentlichungen hervorgegangen, die zum weiteren Bekanntwerden von Mesch beigetragen haben.
Seine Berufung als ordentlicher Professor auf den neu eingerichteten Lehrstuhl für Mess- und Regelungstechnik in der Fakultät für Maschinenbau der Universität (TH) Karlsruhe erfolgte als erst 35-Jähriger Mitte 1967. Ab Wintersemester 1968 war er Direktor des gleichnamigen Instituts sowie des Maschinenlaboratoriums. Diese Berufungsaufgaben hat Mesch bis zu seiner Emeritierung wahrgenommen. Mesch baute das Institut zu einer der renommiertesten Hochschuleinrichtungen auf dem Fachgebiet Mess- und Regelungstechnik auf. Er wurde hierbei in der Anfangsphase von seinem ersten Wissenschaftlichen Assistenten Reinhart Lunderstädt unterstützt.

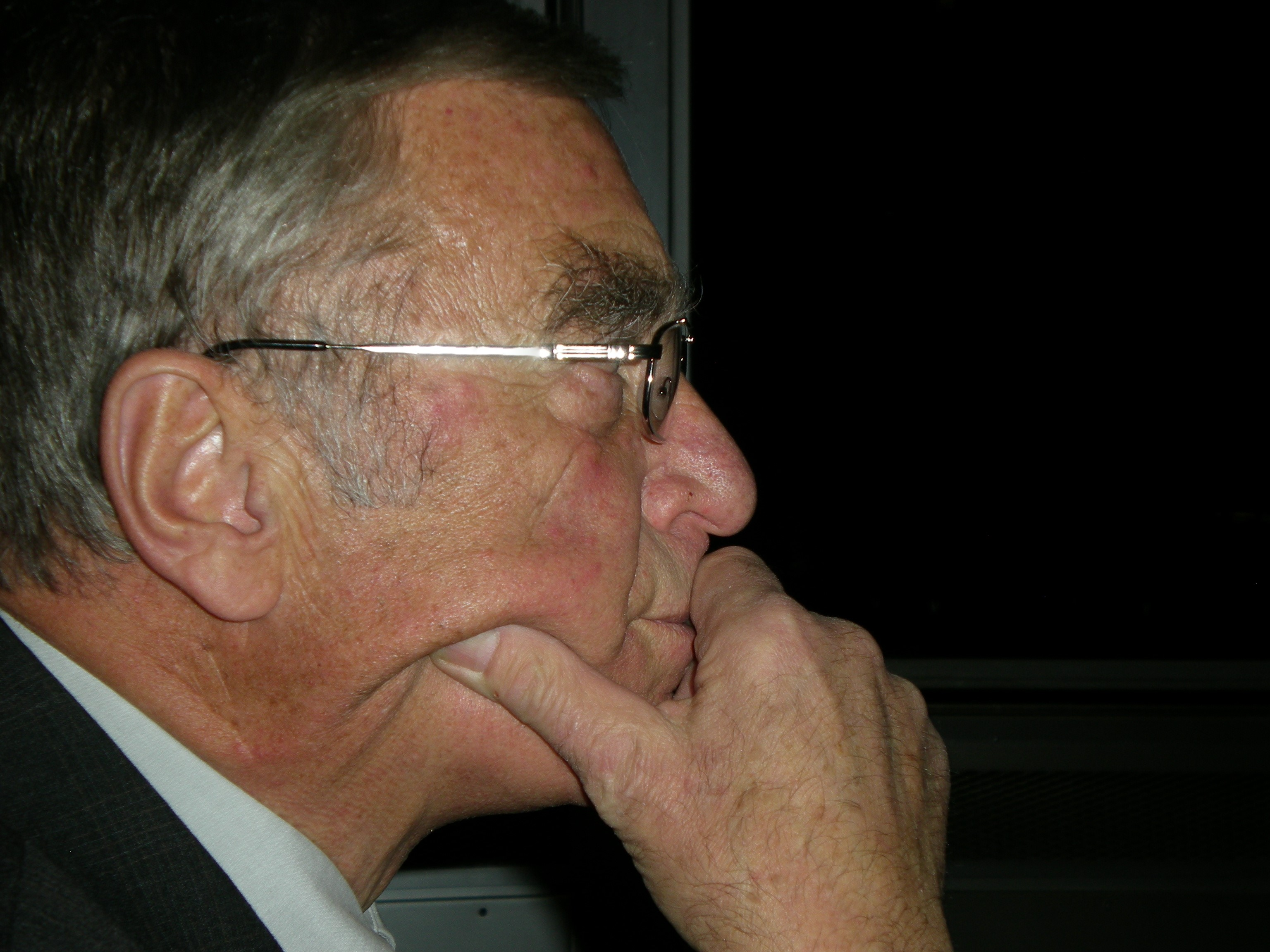
Franz Mesch (2001)

In seiner universitären Forschungstätigkeit hat sich Mesch primär mit messtechnischen Fragestellungen befasst. Die Arbeiten von Mesch sind insbesondere auf stochastische Messsignale sowie Korrelationsverfahren bei verschiedenen Anwendungen gerichtet. Beispiele sind die berührungslose Geschwindigkeitsmessung bei bewegten Oberflächen, bei Strömungen von zweiphasigen Fluiden sowie bei Partikelströmungen. Weiterhin hat er grundlegende Untersuchungen zu rauen Oberflächen, zur Qualitätsregelung von Stückgut- und Fließgutprozessen, zur Selbstüberwachung von Messsystemen und zum Einsatz tomographischer Verfahren in der Messtechnik durchgeführt.
Mesch betreute knapp 60 Dissertationen und Habilitationen. Viele seiner ehemaligen Studierenden, Doktoranden und Habilitanden erlangten verantwortungsvolle Positionen in der Industrie und wurden als Professoren an Universitäten oder Hochschulen berufen. Er war auch langjährig als Gutachter Messtechnik für die Deutsche Forschungsgemeinschaft (DFG) tätig.
Als Obmann und als Gründungsmitglied gehörte er mehreren Fachausschüssen der VDI/VDE-Gesellschaft Mess- und Automatisierungstechnik (GMA) in Düsseldorf und Frankfurt/Main an, die zugleich die nationale Mitgliedsorganisation in der International Federation of Automatic Control (IFAC) sowie der International Measurement Confederation (IMEKO) ist. Die ehemalige DDR war in IFAC und IMEKO durch die Wissenschaftlich-technische Gesellschaft Mess- und Automatisierungstechnik (WGMA) in der Kammer der Technik Berlin vertreten (letzte Vorsitzende: Heinz Töpfer, danach Werner Richter). Zu diesem Fachkollegenkreis unterhielt Franz Mesch enge Kontakte. Diese gehen auf die ersten Institutsgründungen für Regelungstechnik im deutschsprachigen Raum zurück: 1955 an der TH Dresden durch Heinrich Kindler, 1957 an der TH Darmstadt durch Winfried Oppelt (bei dem Franz Mesch promovierte) sowie an der RWTH Aachen durch Otto Schäfer.

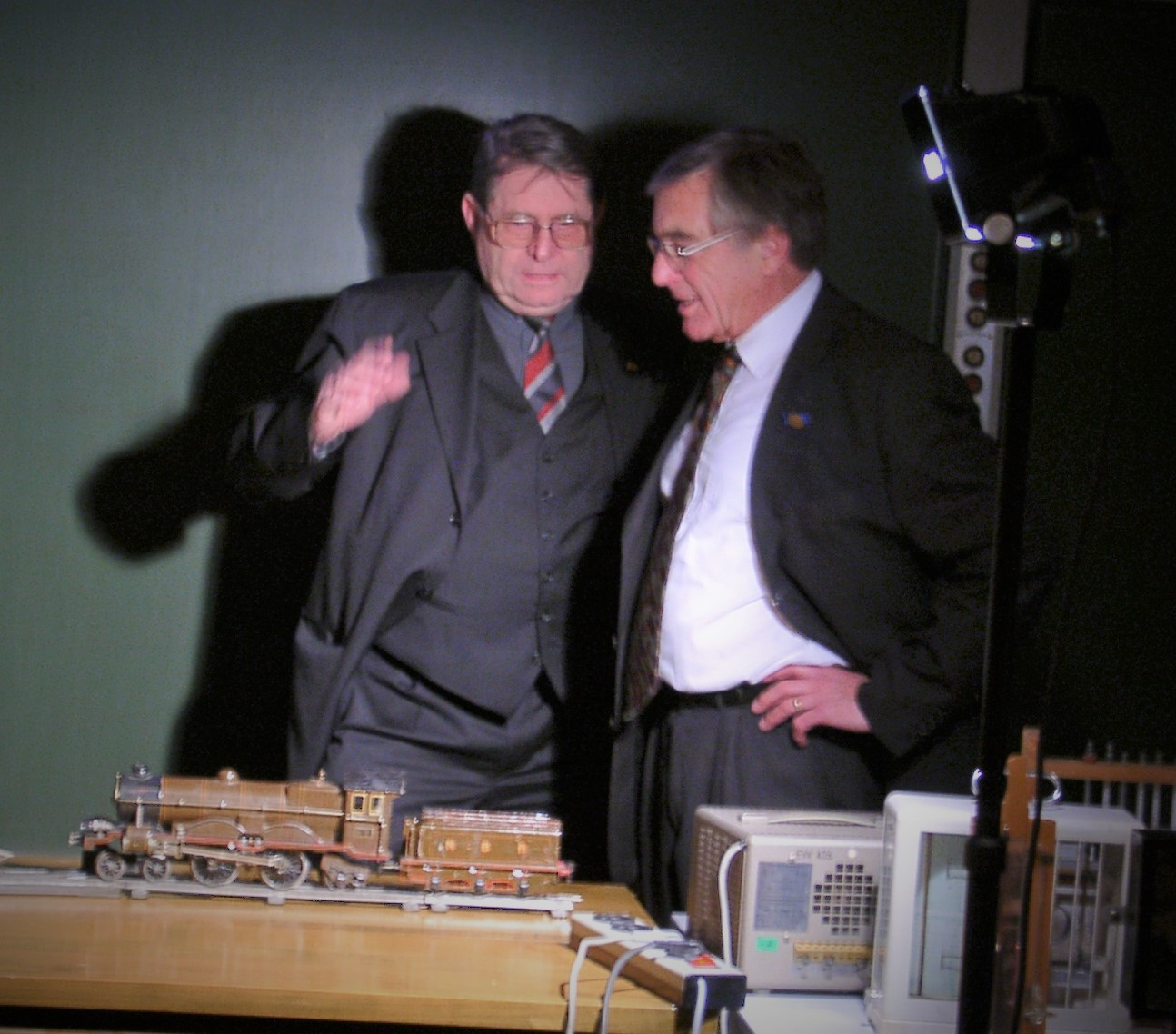
Franz Mesch und Martin Polke (links) im Fachgespräch zur Steuerung bewegter Objekte (2001)

Diese Kontakte wurden von deren akademischen Schülern in West und Ost fortgesetzt, so dass sich besonders enge Beziehungen entwickelten zwischen den späteren Professuren von Manfred Thoma (Hannover), Günther Schmidt (München), Franz Mesch (Karlsruhe), Heinz Töpfer (Magdeburg, Dresden), Hans-Joachim Zander (Dresden), Karl Reinisch (Ilmenau), Martin Polke (Aachen) u. a. An den Internationalen Wissenschaftlichen Kolloquien (IWK) der TH Ilmenau hat Mesch regelmäßig teilgenommen. Auch war er einer der ersten Mess- und Automatisierungstechniker der Bundesrepublik, der mit Unterstützung der DFG einen mehrmonatigen Arbeitsaufenthalt in der ehemaligen Sowjetunion absolvierte: Am Institut für Kybernetik, später benannt nach dem Computerpionier und Kybernetiker Wiktor Michailowitsch Gluschkow in Kiew, als Gast bei den Professoren A. G. Iwachnenko und V. M. Kunzewitsch.
Mesch wirkte langjährig in der Internationalen Messtechnischen Konföderation (IMEKO), so hatte er 1982 den Vorsitz im Programmkomitee für den 9. IMEKO-Weltkongress in Berlin (West), mit dem Tilo Pfeifer die erste Hälfte seiner IMEKO-Präsidentschaft von 1979 bis 1985 abschloss. Mesch wurde für seine besonderen Verdienste für das Fachgebiet einschließlich seiner Beiratstätigkeit für die zugehörigen Fachzeitschriften mit der Otto-Winkler-Medaille geehrt, der höchsten Auszeichnung der GMA.

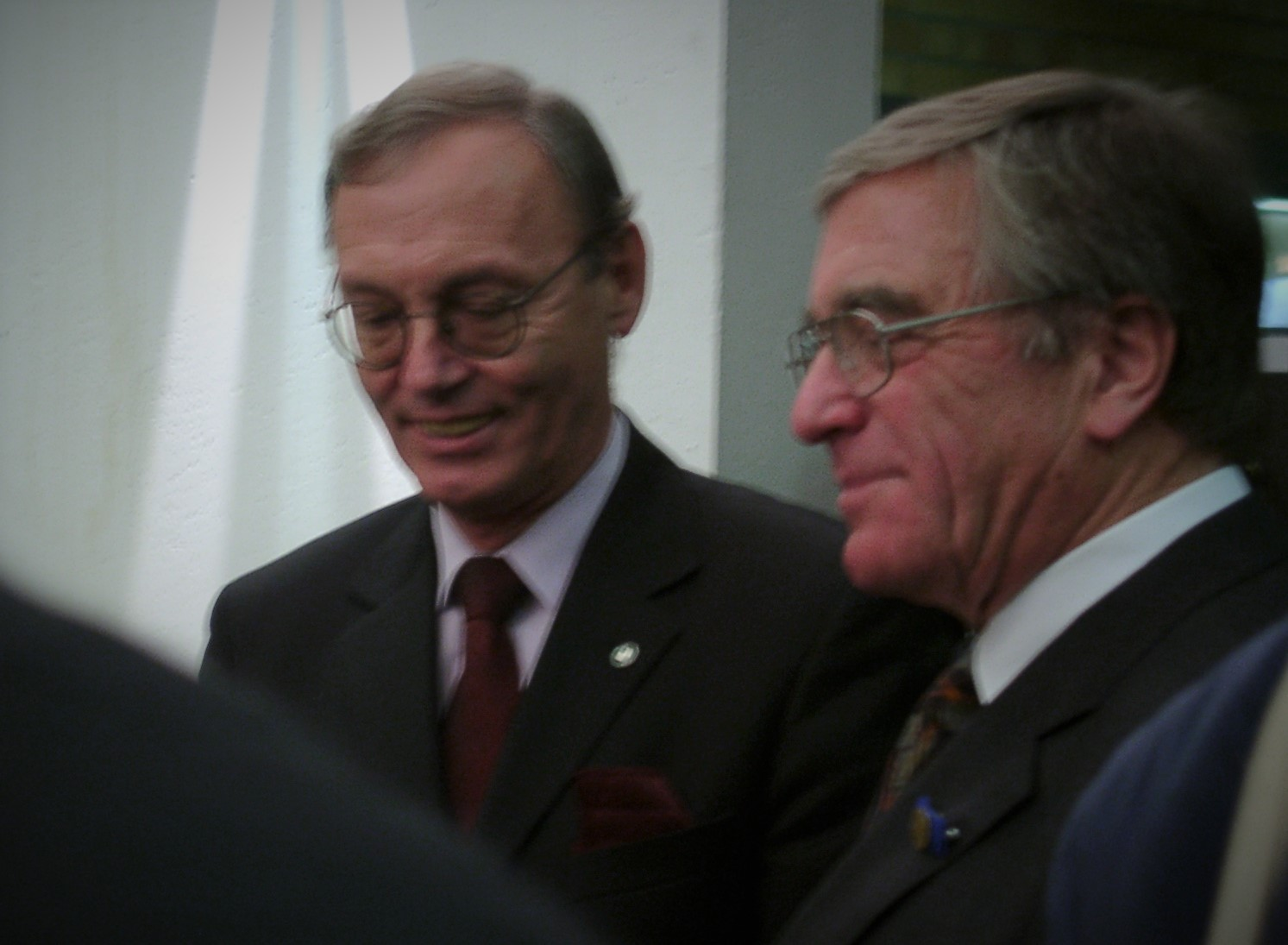
Franz Mesch (rechts) im Gespräch mit Rektor Sigmar Wittig (2001)

Im Rahmen der akademischen Selbstverwaltung wirkte Mesch als Prodekan und als Dekan seiner Fakultät für Maschinenbau sowie als Mitglied des Akademischen Senats seiner Universität und als Mitglied in über 40 Berufungskommissionen verschiedener Fakultäten. Mesch förderte den Deutsch-Französischen Studiengang Maschinenbau als Beauftragter seiner Universität und übernahm in Frankreich eigene Lehrveranstaltungen in der Landessprache.
Im März 2001 wurde Franz Mesch emeritiert. Er lebte in Karlsruhe, war von 1962 bis 1999 verheiratet und hatte zwei Kinder.

## Auszeichnungen (Auswahl)
- 1974 Ruf an die TH Darmstadt, Professur für Mess- und Reglungstechnik. Abgelehnt.
- 1979 Ruf an die ETH Zürich/Schweiz, Professur für Mess- und Regelungstechnik (Nachfolge von Paul Profos[9]). Abgelehnt.
- 2001 Otto-Winkler-Ehrenmedaille als höchste Auszeichnung der VDI/VDE-Gesellschaft Mess- und Automatisierungstechnik (GMA)
- 2003 Distinguished Service Award der International Measurement Confederation (IMEKO)
- 2004 Verdienstmedaille der Fridericiana; Universität Fridericiana zu Karlsruhe
- 2005 Ernennung zum Professor des Chinesisch-Deutschen Hochschulkollegs; Tongji-Universität Shanghai.

## Publikationen (Auswahl)
- Selbsteinstellende Regelsysteme unter besonderer Berücksichtigung der Messzeit. Technische Hochschule Darmstadt, Fakultät für Elektrotechnik, Dissertation vom 6. April 1964.
- Messtechnisches Praktikum für Maschinenbauer und Verfahrenstechniker.  Bibliographisches Institut, Mannheim; Wien; Zürich 1970.
- Telekolleg, Teil 2: Physikalische Technologie. TR-Verlags-Union, München 1974, ISBN 978-3-8058-0382-3 (vom Südwestfunk produziert).
- Franz Mesch (Hrsg.), L. Bartmann:  Messtechnisches Praktikum für Maschinenbauer und Verfahrenstechniker.  Bibliographisches Institut, Mannheim; Wien; Zürich 1977, ISBN 978-3-411-05736-8.
- Telekolleg, Teil 1: Physikalische Technologie. TR-Verlags-Union, München 1980.
- Franz Mesch (Hrsg.), L. Bartmann:  Messtechnisches Praktikum für Maschinenbauer und Verfahrenstechniker.  Bibliographisches Institut, Mannheim; Wien; Zürich 1981, BI-Hochschultaschenbücher, Bd. 736, ISBN 978-3-411-06736-7.
- Telekolleg, Teil 2: Physikalische Technologie. 2. Auflage. TR-Verlags-Union, München 1982, ISBN 978-3-8058-1291-7.
- Telekolleg, Teil 2: Physikalische Technologie. 3., überarbeitete Auflage. TR-Verlags-Union, München 1986, ISBN 978-3-8058-1291-7.
- Klassiker, neu gelesen: W. Oppelt, Kleines Handbuch technischer Regelvorgänge. In: Automatisierungstechnik, München. Jg. 35, 1987, S. 221–224.
- Telekolleg, Teil 2: Physikalische Technologie. 4., durchgesehene Auflage. TR-Verlags-Union, München 1988, ISBN 978-3-8058-1291-7.
- Karl Heinz Fasol, Rudolf Lauber; Franz Mesch, Heinrich Rake, Manfred Thoma, Heinz Töpfer: Great Names and the Early Days of Control in Germany. In: Automatisierungstechnik, München. Jg. 54, Nr. 9, 2006, S. 462–472.